# Aharon Barak
Aharon Barak (Tiếng Hebrew: אהרן ברק, tên lúc sinh Aharon Brick, sinh ngày 16 tháng 9 năm 1936) là Giáo sư Luật tại Trung tâm liên ngành tại Herzliya và là giảng viên luật tại Đại học Hebrew ở Jerusalem, Trường Luật Yale, Đại học Trung tâm châu Âu, Trung tâm Luật Đại học Georgetown, Khoa Luật Đại học Toronto.
Barak là Chánh Án Tòa án tối cao của Israel từ năm 1995 đến năm 2006. Trước đó, ông từng là Thẩm phán Tòa án Tối cao của Israel (1978-1995), là Tổng chưởng lý của Israel (1975-1978), và là Trưởng Khoa Luật của Đại học Hebrew ở Jerusalem (1974-1975).